# Tachina terminalis
Tachina terminalis là một loài ruồi trong họ Tachinidae.